# 年上ノ彼女
『年上ノ彼女』（としうえのヒト）は、甘詰留太による日本の漫画。白泉社の『ヤングアニマル嵐』にて連載された。単行本は全6巻。

## 概要
この作品は、前提的には青年漫画であるため、性的な描写を含む。しかしそのストーリー運びは、基本的に「体の付き合い」もある青年男女の健全な交際であり、いわゆる「エロ主体」の青年漫画ではないストーリー重視の作品である。とはいえ成人向け漫画出身の甘詰留太作品でもあるため、ねっとり濃厚な性的描写も盛り込まれている。

## あらすじ
主人公伊藤努は大学で、児童文学同好会に所属している。新年度のサークル会員を募集中、いつも夢に出てくる少女に瓜二つの小山内揚羽と出会った。揚羽は児童文学同好会に入会し、歓迎コンパで年齢が25歳で大検を経て大学に入学したことを話したが、それ以上は尋ねられても答えずコンパはお開きとなった。その帰り道、酔った努は揚羽の家に連れ込まれた。ワケありっぽい彼女は、ワケありっぽい主人公に興味を示し、ひょんとしたことから同居生活を始めることに。

## 登場人物
本項目では特に断りがない限りは作品に倣い主人公とヒロインを下の名前で表記する。また、作品中で時間の経過があるので、最終話時の年齢なども記する。

### 主人公とヒロイン
伊藤 努（いとう つとむ）20歳 大学2年生（連載開始時）→24歳 出版社社員（最終話）
少年のときに悪戯で忍び込んだ土蔵で偶然であった女性（アゲハの姉）に性的ないたずらをされたことが理由で、その体験をたびたび夢で追想し続け、不能に悩まされていた。たまたま同じサークルに入部してきた姉に瓜二つだったアゲハに興味を示す。
性格は晩生で柔和。ただし他人が嫌がることを強要する（セクハラなど）者には義憤から自分の弱さも省みず突っ掛かるなど、正義感の強いところがある。名古屋に短気で一本気な父・暢気な母・しっかり者の姉がいる。
当初はアゲハを「小山内さん」と呼んでいたが、不能克服後は名前で呼ぶようになる。交際するようになって以降に本人曰く、「アゲハが足りないとダメ」らしい。
就職活動で悩んでいた際、面接で何度か一緒になった村田と同境遇ということで浮気をしていたことがあったなど、案外状況に流されがちなところもある。
留年の末、翌年秋に卒業、就職を果たし、同冬に結婚式を挙げた。
小山内 揚羽（おさない あげは）25歳 大学1年生（連載開始時）→伊藤 揚羽（いとう あげは）28歳 モデル（最終話）
幼児体型で背が低く童顔であるためにとても幼く見えるが、実は25歳の未亡人。地元の名家である清水家に嫁ぐも早死した姉の代わりとして16歳（高校1年）のときに姉の夫に嫁いだ。自身も望んで結婚したとはいえ、体の弱かった年長の夫が亡くなって後に自身の存在意義を見失い、家出同然に旧姓で大学を目指すことになる。
体型は小柄でつるぺた。おまけに体脂肪が少なく水に浮かないため泳ぐことは下手なほどで、いわゆる「寄せて上げる」こともプロの業なくしてできない。胸がないのを気にしていたが、佐山にからかわれた際に努の発言から胸がないのを気にするのをやめたようである。
大検を利用して、この歳で大学に入学した。教員免許の取得を当初からの目的としている。
当初は池袋に住んでいたが、努が同棲するようになってから深見沢や早矢仕がしょっちゅう泊まりにくるようになり、郊外の長屋へと児童文学同好会メンバーに内緒で引っ越した。しかし結局は部室の代わりにされてしまい、一頃は欲求不満気味になったりもしている。後に「事情を察した」部員らが次第に遠慮するようになった。
あるとき、佐山にドタキャンした子供モデルの代わりとしてティーンファッション誌のモデルの仕事を依頼され、それ以来ちょくちょく子供モデルの仕事をこなすようになる。
その後、在学中に努との間に子供を授かる。そして入籍し、春に女児を出産した。娘の名前は菜花（なのは）。

### 児童文学同好会のメンバー
早矢仕（はやし） 大学3年生（連載開始時）
児童文学同好会の会長。浅井曰くロリコンだが、それなりに常識的で健全なものの見方をする。
文学に傾倒し読書家らしく、部屋は書籍で床がたわんでいるとのことで、彼曰く自分の寝起きする空間しか余っていないとのことで、居候しようとした努を深見沢が床が抜けるからと咎めている。
詳細に語られてはいないが、彼も留年したことがあるらしく、就職活動をドロップアウトして大学院入学試験を受験しようとしている。
最終巻のあとがきでは作中では語られなかった彼についての設定が語られている。
深見沢（ふかみざわ） 大学3年生（連載開始時）
児童文学同好会のメンバーで努の先輩。痩身アスリート体型に顔に目立つ縦傷と、普段はアニキ風を吹かせ硬派を気取っているが、彼もロリコンであるらしく、努ののろけ話になにやら台無しな妄想をしてしまったこともたびたび。
元々アゲハに一目ぼれだったらしく、何となしにアゲハとくっついてしまった努を羨んでおり、努がアゲハを傷つけるような行動を取ると本気で怒る。
努がアゲハの前から逃げ出した際に一度アゲハに告白をしたことがあるが、見事にフラれた。この玉砕で完全に吹っ切れたのか、後にお遊びのつもりであった文学への道に突き進んだ模様。
顔の傷は初登場時は右目にあるが、3話目(CASE.3)以降は左目にある。
森野（もりの） 大学2年生（連載開始時）→銀行員（最終話）
児童文学同好会のメンバーで努と同期。胸が女性からも羨ましがられるほどに大きく形も整っているが、本人はそれをコンプレックスに思っている。やや内向的だが一途な性格で、またどうやらコスプレ趣味でもあるらしい。
児童文学同好会に入る前、オールコンパサークル（コンパとナンパが目的のサークル）に間違って潜り込んでしまい、危うく輪姦されそうになったところを努に助けられて以来努に惚れている。しかし3度ほど努に対して告白をしているが、努からは一度も返答をもらっておらず、一度は体を使って誘惑したこともあるが、逆に努の不能から無理に誘惑してしまったことを後悔したことも。コスプレ趣味も努の関心をひこうとした結果であることも作中ほのめかされている。
大学を努より1年早く（ストレートで）卒業し、卒業後は銀行員になった。
浅井（あさい） 大学3年生（連載開始時）
児童文学同好会のメンバーで努の先輩。性交渉についての論文で、友人に協力してアンケート調査を手伝っている姿が作中で描かれている。
作中では特に男女関係について語られていないが、最終巻のあとがきには彼女の男女関係についての作者の中での設定が語られている。

### 清水家の人々
清水家分家の当主（地元では「みっちゃん」と呼ばれている。名前不詳）
アゲハの義母である高齢のお婆さんで、若い頃から評判のいい人物で、使用人である家政婦のほか、地元にも尊敬されている。
アゲハが嫁ぐ前に嫁（アゲハの姉）を、アゲハが嫁いだ後に息子を病で失っている。現在は自分自身も慢性の病に冒されており、アゲハが家出した後に気落ちして、床に伏せがちとなっていた。
努とアゲハに和解のきっかけを作った人物であり、ある意味キューピット的な役割である。病弱だった息子との結婚で家に縛られてしまったアゲハの立場には同情し申し訳なく思っていたことも作中語られており、このアゲハが二度目の出会いを経て幸せになったと感じ、自身も再び彼女の味方である家政婦の助けを得て、残りの人生を謳歌しようと心に決める。
本家は別にあるようだが、作中では深く触れられていない。
清水 敏明（しみず としあき）
アゲハの元夫。故人。
元々はアゲハの姉を娶っていたが、アゲハの姉が病で没してしまったため、家督を守るために周囲の働き掛けでアゲハを娶った。
だが実際は彼はアゲハにアゲハの姉の姿を重ねているだけに過ぎず、アゲハにとってはその期間（結婚生活）は幻想のような淡い喜びと、結局は姉の代わりでしかないという複雑な感情を抱かせるものであった。
薫（かおる 苗字不詳）
清水家のメイド。清水家の当主（アゲハの義母）を慕っており、当主と当主の息子の愛を一身に受けながら、家出同然に大学に出ていたアゲハには不満を抱いていた。
アゲハが努に付いて行ってしまった後、その愛がアゲハだけでなく自分にも等しく注がれていたことに気づき、生きる気力を取り戻した当主のお茶会の手伝いをすることになった。

### その他の大学関係者
橘 綾香（たちばな あやか） 高校3年生（初登場時）→大学4年生（最終話）
努がアゲハを追ってアゲハの故郷へと赴いた際に努とアゲハの仲にロマンスを感じ、宿の手配などお節介を焼いた快活色黒なスポーツ大好き女子高生。
電車内で努の大告白を目撃し、努とアゲハのような恋愛に憧れて努たちが通う大学へと親に内緒で出願、スポーツ特待待遇で合格してしまうが、家族（特に妹思いの兄）に大反対され、仕送りのないまま上京し、暫くの間努とアゲハが暮らす長屋へと居候していた。
居候している間にたびたび努とアゲハの情事を目撃しており、少なからず自分は邪魔者であると思っているようである。
同級で自身に好意を抱いている橋田に対しては、その好意に気付いているかは微妙ながら、自分の所属する水泳部が男女交際禁止な上に自分が年上（1カ月）だという理由で恋愛感情から無理矢理切り離してアネキ風を吹かせていたが、尊敬する先輩に男女交際も部活動に影響しなければOKとのアドバイスを受け、交際（するかもしれない）相手として意識するようになる。

### アゲハの勤め先関連
佐山（さやま）
ティーン向け雑誌の編プロをやっているOL。努・アゲハとの出会いは花見にて。
酔いに任せて努を逆ナンパしてフラれ、一気に酔いが覚めたらしい。
その後、偶然通りかかったアゲハをモデルとしてスカウトし、以降たびたび仕事を頼むようになる。
佐田（さだ）
アゲハが死別した元旦那に似た雰囲気を持つカメラマン。父親は開業医である。
初対面のときからアゲハのことが気になっており、彼氏持ちであるということに気づいたときは露骨にがっかりしていた。
撮影中に倒れたアゲハを実家の病院に搬送。そこでアゲハの妊娠が発覚し、努とアゲハのそれぞれにそのことを伝えた。
彼も一度当時付き合っていた彼女を妊娠させてしまったことがあり、佐田はそのとき努と同じく逃げ出してしまった過去がある。
編集長
一言多いティーン向け雑誌の編集長。
悪い人ではないのだが、スカウトの承諾を渋っているアゲハに「背がないし、胸もないし、童顔だし」と言い放ち、アゲハの心証を極限まで悪くしたことがある。自分の編集している雑誌の存続に汲々としているが、編集の仕事に関心のある努には、アゲハ込みで抱え込めないかという打算こそあったものの、その希望に沿おうとしたりもしている。

### その他の登場人物
村田 舞（むらた まい）
「暗い影のある繊細な冴えない男」が好みで、周りからは筋金入りのダメ男好きと称される。彼女自身もしっかりした人間ではなく、就活前まで遊び呆けていた。
努とは就職試験で何度も顔を合わせるうちに親しい関係になる。アゲハの妊娠や就活などで自信喪失の努を唆し、傷心旅行として自分の実家に招き入れた。
ここでの生活の中で人生訓を学んでいった努は、仲間や家族の説得もあり、遂にアゲハと面会する決意を持つに至った。一方ダメ男好きの村田は次第に自分を取り戻していく努に想いが失せてしまう。
早矢仕 太郎（はやし たろう）
同好会会長・早矢仕の親類。彼の代理で責任者として同好会の合宿に参加していた。
映画製作に興味がある。交際中の女性が妊娠したため夢を諦め結婚を決意するも、彼女が流産してしまう。そのことで気持ちが切れ、自分が彼女と子供のために諦めた夢を後悔し、失意で逃げてきてしまった。
自分に好意を寄せる綾香に特別な感情を抱き、このことを隠して接していた。しかし自分の婚約者に似て快活な綾香の姿を見て、婚約者を想う自分の本当の気持ちに気付く。そして綾香に真実を告げ、騙した罰として自らの左頬を叩かせた。

## 書誌情報
- 甘詰留太 『年上ノ彼女』 白泉社〈ジェッツ・コミックス〉、全6巻
  1. 2004年7月29日発売、ISBN 978-4-5921-3701-6
  2. 2005年1月28日発売、ISBN 978-4-5921-3702-3
  3. 2005年11月29日発売、ISBN 978-4-5921-4393-2
  4. 2006年6月29日発売、ISBN 978-4-5921-4394-9
  5. 2007年1月29日発売、ISBN 978-4-5921-4395-6
  6. 2007年10月29日発売、ISBN 978-4-5921-4396-3

## ドラマCD
2007年5月18日発売。甘詰留太の描き下ろしイラストジャケットや描き下ろし漫画を収録。
キャスト
- 伊藤努：菅沼久義
- 小山内揚羽：新谷良子
- 森野：鹿野優以
- 深見沢：三浦祥朗
- 早矢仕：川田紳司
- 浅井：光野貴子
- 警官：鈴木卓郎
- レポーター：津野しの
- 友人：松原大典
- 客A：桐木仁
- 客B：津山博
- 客C：金野潤

主題歌
- 片霧烈火「ちぐはぐペース」

## ドラマ
1話60分、全6話のDVDシリーズとして2013年に発売。また劇場版映画も制作され、2014年1月18日に公開された。
キャスト
- 伊藤努：高木心平
- 小山内揚羽：志保
- 森野恵：内野未来
- 深見沢圭：奥野瑛太
- 早矢仕慎司：芹澤興人
- 北川綾香：高橋未希
- 佐川美貴：佐藤寛子
- 浅井みどり：緑友利恵
- 佐田：木村圭作

スタッフ
- 監督：植田中、宇田川☆大吾、吉村典久
- 脚本：川井香子、萬虎男
- 制作プロダクション：ゴセント